# I Want You to Know
I Want You to Know (englisch für „Ich möchte, dass Sie es wissen“) ist ein Lied des deutsch-russischen DJs und Musikproduzenten Zedd aus dem Jahr 2015, in Zusammenarbeit mit der US-amerikanischen Sängerin Selena Gomez.

## Entstehung und Veröffentlichung
I Want You to Know wurde Ende 2014 aufgenommen. Es wurde von Kevin Drew, Ryan Tedder und Anton Zaslavski (Zedd) geschrieben. Am 13. Februar veröffentlichten Selena Gomez und Zedd gleichzeitig auf ihren Instagram-Seiten das Frontcover zur Single. Am 23. Februar folgte die Veröffentlichung als Download.

## Musikvideo
Das Musikvideo zu I Want You to Know wurde Anfang Februar 2015 gedreht und am 11. März 2015 auf Vevo veröffentlicht. Regisseur des Videos ist Anthony Chirco. Im Video von „I Want You to Know“ ist die Kulisse einer typischen Disco der 1980er und 1990er Jahre zu sehen. In weniger als 24 Stunden wies das Musikvideo mehr als eine Million Aufrufe auf.

## Rezensionen
Nolan Feeney vom Time-Magazin begrüßte die Zusammenarbeit von Selena Gomez und Zedd. Er findet, sie machen gemeinsam hervorragende Musik. Dies begründet er damit, dass ihn die futuristische Klänge von I Want You to Know an Break Free erinnern. Gomez aber bewahre das Lied davon, eine lebenslange Kopie von Break Free zu werden.

## Kommerzieller Erfolg

### Chartplatzierungen
I Want You to Know erreichte in Deutschland Position 39 der Singlecharts und konnte sich insgesamt 19 Wochen in den Charts halten. In Österreich erreichte die Single in 14 Chartwochen Position 36, in der Schweiz in 18 Chartwochen Position 48, im Vereinigten Königreich in acht Chartwochen Position 14 und in den Vereinigten Staaten in 16 Chartwochen Position 17 der Billboard Hot 100. Des Weiteren platzierte sich I Want You to Know auf der Spitzenposition der Billboard + Twitter Top Twitter Tracks.
| ChartsChartplatzierungen       | Höchstplatzierung | Wochen |
| ------------------------------ | ----------------- | ------ |
| Deutschland (GfK)              | 39 (19 Wo.)       | 19     |
| Österreich (Ö3)                | 36 (14 Wo.)       | 14     |
| Schweiz (IFPI)                 | 48 (18 Wo.)       | 18     |
| Vereinigte Staaten (Billboard) | 17 (16 Wo.)       | 16     |
| Vereinigtes Königreich (OCC)   | 14 (8 Wo.)        | 8      |

### Auszeichnungen für Musikverkäufe
| Land/Region                  | Auszeichnungen für Musikverkäufe (Land/Region, Auszeichnung, Verkäufe) | Verkäufe  |
| ---------------------------- | ---------------------------------------------------------------------- | --------- |
| Australien (ARIA)            | 2× Platin                                                              | 140.000   |
| Brasilien (PMB)              | Platin                                                                 | 60.000    |
| Dänemark (IFPI)              | Gold                                                                   | 30.000    |
| Deutschland (BVMI)           | Gold                                                                   | 200.000   |
| Italien (FIMI)               | Gold                                                                   | 25.000    |
| Schweden (IFPI)              | Platin                                                                 | 40.000    |
| Vereinigte Staaten (RIAA)    | 2× Platin                                                              | 2.000.000 |
| Vereinigtes Königreich (BPI) | Silber                                                                 | 200.000   |
| Insgesamt                    | 1× Silber · 3× Gold · 6× Platin ·                                      | 2.695.000 |

Hauptartikel: Zedd/Auszeichnungen für Musikverkäufe